# Roswitha Esser
Roswitha Esser (ur. 18 stycznia 1941 w Bad Godesberg) – niemiecka kajakarka, dwukrotna złota medalistka olimpijska.
Brała udział w trzech igrzyskach (IO 64, IO 68, IO 72), na dwóch zdobywała medale. Triumfowała w kajakowej dwójce zarówno w 1964, jak i cztery lata później. Podczas obu startów partnerowała jej Annemarie Zimmermann. Reprezentowały barwy RFN, jednak w 1964 w olimpiadzie brała udział – po raz ostatni – wspólna niemiecka ekipa. Siedmiokrotnie stawała na podium mistrzostw świata, dwa razy sięgając po złoto (K-2 500 m: 1963 i 1970), czterokrotnie po srebro (K-1 500 m: 1966, K-4 500 m: 1963, 1966, 1971), a raz po brąz (K-4 500 m: 1970).